# François Matton
Pour les articles homonymes, voir Matton.
 (octobre 2018).
 (octobre 2018).
Si vous disposez d'ouvrages ou d'articles de référence ou si vous connaissez des sites web de qualité traitant du thème abordé ici, merci de compléter l'article en donnant les références utiles à sa vérifiabilité et en les liant à la section « Notes et références ».
François Matton (né à Paris en 1969) est un dessinateur et écrivain français.

## Biographie
Après avoir effectué ses études à l'École d'art et de design de Reims, François Matton oriente progressivement sa pratique artistique vers le dessin et l'écriture. Il est l'auteur de livres mêlant textes et dessins, publiés pour la plupart aux éditions P.O.L.

## Publications

### Ouvrages
- Lignes de fuite, Éditions Dumerchez, 1999 (épuisé)
- J'ai tout mon temps, P.O.L, 2004
- Comment j'ai cassé mes jouets, Petit POL, 2005
- Crabe sur son île, Petit POL, 2006
- De pièces en pièces, P.O.L, 2007
- Sous tes yeux, P.O.L/Demipage/5c La Cinquième Couche, 2008
- Autant la mer, P.O.L, 2009
- Une petite forme (avec Didier da Silva), P.O.L, 2010
- Sans rien faire, coll. Ink, 2010
- Magic tour (avec Suzanne Doppelt), Éditions de l'Attente, 2012
- Dictionnerfs (avec Mathieu Potte-Bonneville), Le Bleu du ciel, 2012
- 220 satoris mortels, P.O.L, 2013
- Oreilles Rouges et son maître, P.O.L, 2015
- Exercices de poésie pratique, P.O.L, 2017
- La Femme sans bouche (avec Lise Charles), P.O.L, 2022

### En revues
- Vacarme (publications régulières depuis 2005, notamment en collaboration avec Suzanne Doppelt)
- Inventaire/Invention : plusieurs participations en ligne
- Peint en rouge, Collectif d’auteurs réunis par Suzanne Doppelt, avec Georges Aperghis, Jean-Christophe Bailly, Frédéric Boyer, Emmanuelle Bayamack-Tam, Aïcha Liviana Messina, Avital Ronell, Cole Swensen
- Revue d'ici là (n°1 à 5 et n°10) - revue dirigée par Pierre Ménard
- Ligne 13 (n°1 et 2) - revue dirigée par Sébastien Smirou et Francis Cohen
- The review of contemporary fiction, Vol XXX, n°3 : The editions P.O.L number Dalkey Archive Press, 2010
- Les Carnets du paysage n°21 (avec Suzanne Doppelt)
- Cahiers Aragon n°1, éditions Les Cahiers, 2016
- Espace(s), Le cahier de laboratoire de l'observation de l'espace, n°12, CNES, 2016